# Rudolf Schwander
Rudolf (Rodolphe) Schwander (né le 23 décembre 1868 à Colmar, Haut-Rhin, mort le 25 décembre 1950  à Oberursel, Taunus) était un homme politique allemand (né citoyen français, d'une famille luthérienne alsacienne) et un réformateur social. Il fut entre autres maire de Strasbourg, Reichsstatthalter de l'Alsace-Lorraine, puis haut président de Hesse-Nassau.

## Biographie

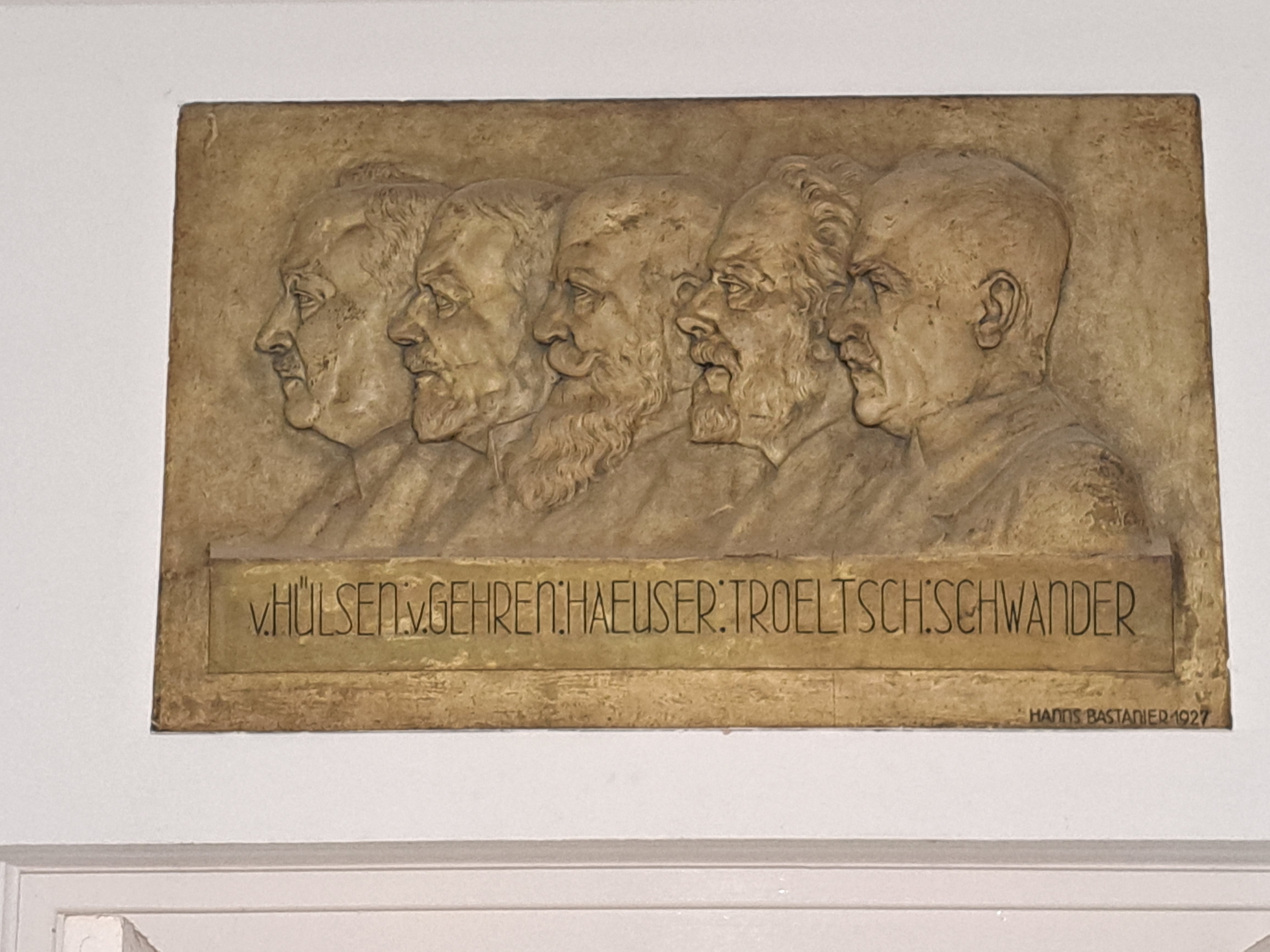
Portrait en relief dans le w:de:Kunstgebäude der Philipps-Universität Marburg

Rudolf Schwander était le fils naturel d'Anne Barbe Schwander, directrice de crèche, et , selon la rumeur publique, son père était l'ancien maire de Colmar, Camille Schlumberger. Il fréquenta d’abord l'école primaire supérieure, qui comportait une année de plus et l’enseignement du français. À quinze ans, il entra au service de la municipalité de Colmar et, à vingt-quatre ans, devint secrétaire du service de l’Assistance publique. Il épousa à Horbourg (Haut-Rhin), le 22 octobre 1894, Marie Obrecht, fille d'un boulanger, dont il aura six enfants parmi lesquels Erwin (1903-1976), qui après des études à Berlin reviendra en Alsace comme ingénieur chez de Dietrich à Reichshoffen (Bas-Rhin). En 1897, Rodolphe obtint un congé sans solde pour lui permettre d’entrer à l’université impériale de Strasbourg, avec dispense de l’Abitur en raison des travaux réalisés, afin d'étudier le droit et les sciences politiques. Au printemps 1900, il fut reçu docteur en sciences politiques avec un travail sur l'Assistance publique en France à l’époque de la Révolution. Pendant ses études, il adhéra au Parti social-démocrate soutenu par les protestants alsaciens.
Le conseil municipal de Colmar refusa sa nomination comme secrétaire de la Division des Affaires sociales, mais le maire allemand de Strasbourg, Otto Back, le fit entrer dans son administration comme secrétaire général du service d'Assistance publique ; outre cette fonction, il devint deux ans plus tard adjoint professionnel au maire de Strasbourg. Il procéda alors à des réformes sociales novatrices et établit en 1905 le système de Strasbourg : Les administrations communales – dites administrations des pauvres – étaient chargées d'étudier le cas des indigents et de décider s'ils avaient droit à l'aide sociale. C'étaient des bénévoles qui s'occupaient de l'enquête sur place, mais la décision relevait de fonctionnaires titulaires.
Rudolf Schwander fut un moment commissaire d'État pour l'université de Francfort. En 1903, il adhéra à l'« Association allemande pour l'aide aux pauvres et la bienfaisance », le syndicat national des organisations publiques et privées de bienfaisance, qui fit de lui en 1930 un membre honoraire. À la suite du départ à la retraite du maire Back en 1906, le conseil municipal proposa le nom du démocrate Schwander, soutenu par les socialistes et les libéraux de son ami Georges Wolf. Schwander étant considéré comme un rallié sincère, l’Empereur confirme ce choix. Il exercera cette fonction jusqu’en 1918, sauf un court intervalle où il fut par intérim secrétaire d'État à l'administration économique de l'Empire. Il a modernisé la ville, créant notamment la Grande-Percée et la cité-jardin du Stockfeld, développe le tramway, agrandit la ville et lutte contre les ilots insalubres. Il instaure enfin un système d'économie mixte dans les domaines d'intervention économique de la ville, fonde une assurance chômage pour les employés municipaux et un office du logement. 
Avec les libéraux-démocrates, il milite activement pour l’adoption de la constitution du 31 mai 1911 qui marque un grand pas vers l’autonomie du Reichsland. En 1912, il devient le délégué de la municipalité de Strasbourg à la chambre haute du nouveau parlement d’Alsace-Lorraine. Pendant la Première Guerre mondiale, il commence par s’opposer à l’autorité militaire qui voulait faire évacuer Strasbourg. Il lui évite la famine en organisant l’approvisionnement de celle-ci et créant notamment en 1915 la Laiterie centrale.  Avec Émile Georges Charles Petri, il fonde l'Elsässerbund afin de combattre la propagande française et de s'opposer à un éventuel rattachement de l'Alsace-Lorraine à la France. Courant 1917, il est brièvement secrétaire d’État à l'économie auprès du ministre de l’Intérieur de l’Empire.
Le 14 octobre 1918, c'est-à-dire peu avant l'Armistice, il fut nommé Statthalter de l'Alsace-Lorraine, premier alsacien à accéder à cette fonction et le dernier à l'assurer. Avec un autre Alsacien, le catholique Charles Hauss, il tente de mettre en place un gouvernement régional, mais se heurte aux hésitations du Landtag (parlement régional). Il essaye d'obtenir le droit à l'autodétermination de l'Alsace-Lorraine, éventuellement sous la garantie militaire de la Suisse, mais le 3 novembre se constituent à Strasbourg des soviets d'ouvriers et de soldats et l'anarchie s'installe. Il démissionne le 11 novembre et franchit le Rhin avant l'arrivée des troupes françaises.
De 1919 jusqu'à 1930, il dirigea comme président supérieur les destins de la province de Hesse-Nassau, mais refusa les postes de ministre, qui lui furent proposés pendant la République de Weimar et après 1945 par la République fédérale. Il participe pendant cette période à la fondation de diverses organisations des Alsaciens et Lorrains d’Allemagne et accepte la présidence du Wissenschaftliches Institut der Elsass-Lothringer in dem Reich. Il milite par ailleurs au parti démocrate pour la révision du traité de Versailles et l’organisation d’un plébiscite en Alsace-Lorraine. Dans les années 1930, il fut administrateur de l'Institut Städelschen et du Freien Deutschen Hochstift  et président du conseil de surveillance de la Societäts-Druckerei qui publiait le journal libéral Frankfurter Zeitung à Francfort-sur-le-Main. Retraité et retiré à Oberursel, il se tient à l’écart du parti nazi qui néanmoins parvient à l'utiliser pour sa propagande. Ainsi, Schwander participera au congrès des Alsaciens-Lorrains dans le Reich, tenu à Strasbourg le 14 septembre 1941, puis assistera à la cérémonie de refondation de la Reichsuniversität le 23 novembre 1941. Il fait encore plusieurs voyages en Alsace annexée et en profite pour solliciter des grâces en faveur d' Alsaciens condamnés pour aide à l’évasion de prisonniers français.
En 1948, le gouvernement du land de Hesse eut encore recours à lui comme expert dans une commission ministérielle chargée d'élaborer une réforme de l'administration.